# Patricia Ratto
Patricia Ratto (sinh năm 1962) là một giáo viên và nhà văn người Argentina sống và làm việc tại Tandil, một thị trấn nhỏ ở phía nam tỉnh Buenos Aires. Bà đã viết và xuất bản các tiểu thuyết sau: Pequeños hombres blancos (Adriana Hidalgo, 2006), Nudos (Adriana Hidalgo, 2008), và Trasfondo (Adriana Hidalgo, 2012).

## Viết văn
Pequeños hombres blancos là câu chuyện của một giáo viên cấp tỉnh, được thiết lập trong bối cảnh chế độ độc tài Argentina vào những năm 1970. Nhân vật nữ chính của Nudos là một nhân viên xã hội có công việc mở ra toàn bộ câu chuyện từ những con số trên lề của xã hội Argentina. El eco của Tandil mô tả nó là "vượt quá mọi kỳ vọng."
Nhưng Ratto có lẽ được biết đến nhiều nhất với Trasfondo, kể về sự tái thiết hư cấu của tàu ngầm mà ARA San Luis đóng góp cho cuộc chiến Falklands/Malvinas. Trong nhiều tuần, sau khi đánh chìm tướng Belgrano và sự trở lại của hạm đội Argentina đến cảng, San Luis là tàu duy nhất của Argentina trên biển trong khu vực chiến tranh. Ratto miêu tả sự cô lập của tàu ngầm và thủy thủ đoàn của nó, những người gần như vĩnh viễn bị ngập nước và chỉ thấy ít sương mù trong vài lần họ nổi lên bề mặt. Cuối cùng nó được tiết lộ rằng người kể chuyện của tiểu thuyết, một thủy thủ có vẻ tương tác ít với các thủy thủ đoàn của mình, đã chết trước khi con tàu thậm chí còn khởi hành. Người thủy thủ suy nghĩ tại một thời điểm trong câu chuyện: "Có thể một người thực sự chết và không biết điều đó?"
Viết trong La nación, Osvaldo Quiroga khen ngợi phong cách văn xuôi của Ratto vì "vẻ đẹp hiếm hoi và đáng ngưỡng mộ". Nhà phê bình Martín Kohan, so sánh Trasfondo với Malvinas Requiem (Los pichiciegos) của Fogwill, quan sát thấy trong khi "pichiciegos của Fogwill [... mô tả hồn ma trong một thời gian ngắn, các thủy thủ của Ratto, trong cuộc chiến với tàu ngầm của họ, là những hồn ma trong suốt. "

## Tác phẩm
- Ratto, Patricia (2006), Pequeños hombres blancos, Buenos Aires: Adriana Hidalgo, ISBN 9789871156481.
- Ratto, Patricia (2008), Nudos, Buenos Aires: Adriana Hidalgo, ISBN 9789871156917.
- Ratto, Patricia (2012), Trasfondo, Buenos Aires: Adriana Hidalgo, ISBN 9788492857661.